# Kongeriget Danmark
 Der er for få eller ingen kildehenvisninger i denne artikel, hvilket er et problem. Du kan hjælpe ved at angive troværdige kilder til de påstande, som fremføres i artiklen.

 For alternative betydninger, se Danmark (flertydig). (Se også artikler, som begynder med Danmark)
Kongeriget Danmark (eller Danmarks Rige) er en suveræn stat (et land), som består af 3 rigsdele, Danmark i det nordlige Europa, øgruppen Færøerne i Nordatlanten og øen Grønland i Arktis, som geografisk hører til det nordamerikanske kontinent, men geopolitisk til Europa. Den administrative opdeling af Kongeriget bygger på Rigsfællesskabet.
| Rigsdel  | Rigsdel  | Befolkning       | Areal         | Befolkningstæthed | Valuta               |
| -------- | -------- | ---------------- | ------------- | ----------------- | -------------------- |
| Danmark  | Danmark  | 5.932.654 (2023) | 42.933 km²    | 137,39 indb./km²  | Danske kroner (DKK)  |
| Færøerne | Færøerne | 52.110 (2020)    | 1.399 km²     | 37 indb./km²      | Færøske kroner (DKK) |
| Grønland | Grønland | 56.081 (2020)    | 2.166.086 km² | 0,028 indb./km²   | Danske kroner (DKK)  |

Grønland og Færøerne er ikke med i EU og hører heller ikke til unionens toldområde, dog har Grønland associeret forhold til EU der tager form som et OLT-land.
Grønlands og Færøernes selvstyre er ikke eksplicit udtrykt i Grundloven, som gælder for hele Kongeriget, og Grønland og Færøerne har ikke status af selvstændige lande. Den statsretslige konstruktion adskiller sig således fra f.eks. forholdet mellem Storbritannien og den engelske konges øvrige stater, men kan sammenlignes med den interne struktur af Storbritannien (ift. England, Skotland, Wales og Nordirland), samt Kongeriget Nederlandene, der består af Nederlandene (Holland) og Kongerigets rigsdele i Caribien.
Frem til 1864 betegnede Kongeriget Danmark kun en afgrænset del af den danske konges besiddelser.

## Historie

### Kongeriget i Middelalderen
I Middelalderen bestod Kongeriget Danmark af Jyske Lovs område (Jylland og Fyn), Sjællandske Lovs område (Sjælland med Lolland, Falster og Møn) samt Skånske Lovs område (Skåne med Halland, Blekinge og Bornholm).
Dermed var Kongeriget Danmark stort set sammenfaldende med kirkeprovinsen Lund, dog blev Rügen (under Roskilde Stift) og Estland (eget stift) ikke indlemmet i kongeriget, selv om de i perioder stod under dansk overhøjhed.

#### Sønderjylland udskilles fra kongeriget
I løbet af Middelalderen blev den sydlige halvdel af Jylland (mellem Kongeåen og Ejderen) i en langstrakt proces udskilt fra kongeriget som et hertugdømme (Hertugdømmet Slesvig eller Hertugdømmet Sønderjylland), der var et len af den danske konge men i tiltagende grad blev uafhængigt. Dog forblev de såkaldte kongerigske enklaver under Kongeriget.

#### Kalmarunionen
I 1397 oprettedes Kalmarunionen som en personalunion mellem kongerigerne Danmark, Norge og Sverige. Efter at Sverige forlod unionen endeligt i 1523, forblev kongerigerne Danmark og Norge i personalunion frem til 1814, hvorefter Danmark beholdt de gamle norske kolonier Færøerne, Island, og Grønland, som derefter blev indlemmet i Kongeriget Danmark.

### Svenskekrigene
Svenskekrigene i 1600-tallet betød store ændringer i Kongeriget Danmarks territoriale udstrækning. Efter Torstensson-krigen 1643-45 måtte Christian 4. ved Freden i Brömsebro i første omgang midlertidigt afstå Halland til Sverige for en periode på 30 år. Og efter den Første Karl Gustav-krig 1657-58 måtte Frederik 3. ved Freden i Roskilde afstå Skåne, Halland, Blekinge og Bornholm til Sverige. Efter den Anden Karl Gustav-krig 1658-60 blev Bornholm dog ført tilbage til kongeriget ved Freden i København.

### Helstaten indtil 1864
Indtil 1864 var det Danske Monarki en sammenfattende betegnelse for Kongeriget Danmark (Nørrejylland og Øerne (Sjælland, Fyn og de mindre øer); ofte blot omtalt som Kongeriget) samt hertugdømmerne Slesvig og Holsten. Bemærk at kongeriget på dette tidspunkt ikke omfattede Sønderjylland (Slesvig), som var et kongeligt-dansk len, eller Holsten som var et hertugeligt-tysk len.

### Island bliver eget kongerige
Island havde fået selvstyre indenfor kongeriget i 1874. Ved Unionsloven af 1. december 1918 anerkendte Danmark Island som en suveræn stat. Island ophørte dermed med at være en del af Kongeriget Danmark, men var fortsat forenet med Danmark i en personalunion under en fælles konge (Christian 10.) indtil 1944.

### Genforeningen i 1920
Efter Første Verdenskrig bestemte Versailles-freden i 1919, at der skulle afholdes en folkeafstemning i Slesvig om det fremtidige statslige tilhørsforhold. Som resultat af afstemningen, blev den nordlige halvdel af det tidligere hertugdømme Slesvig indlemmet i selve Kongeriget Danmark i 1920 for første gang siden Middelalderen.

## Rigsombudsmand
Staten Danmarks øverste repræsentanter på Færøerne og Grønland har titel af Rigsombudsmand, som er bindeleddet mellem henholdsvis Færøernes hjemmestyre og Grønlands selvstyre og rigsmyndighederne. De to Rigsombudsmænd har sæde i henholdsvis Færøernes og Grønlands parlamenter og har adgang til at deltage i forhandlinger om alle fællesanliggender, dog uden stemmeret.
Rigsombuddet er en institution, som er underlagt det danske statsministerium. Rigsombudsmanden administrerer som overøvrighed familieretlige anliggender på Færøerne og i Grønland.
- Færøernes rigsombudsmand er i dag Lene Moyell Johansen[9]
- Grønlands rigsombudsmand er i dag Mikaela Engell

## Nuværende kongerige

### Danmark
Den danske stats parlament, Folketinget, har 179 medlemmer, hvoraf 2 vælges på henholdsvis Færøerne og Grønland. Udover Folketinget, har de to selvstyrende samfund deres egne folkevalgte forsamlinger og landsstyrer.

### Færøerne
Under Anden Verdenskrig besatte Storbritannien Færøerne den 12. april 1940, efter Tyskland havde besat Danmark. Efter krigen stod det klart, at Færøerne ikke ville vende tilbage til den gamle stilling som amt i Danmark, og eftersom de færøske forhandlere ikke ønskede at bøje sig for den danske forhandlingsdelegations krav, blev det besluttet at holde en folkeafstemning i 1946, hvor man skulle vælge mellem den danske delegations betingelser eller løsrivelse. Der blev flertal for uafhængighed, men nu brugte kongen sin ret til at opløse lagtinget. Efter nye forhandlinger blev der i 1948 vedtaget en hjemmestyrelov for Færøerne, hvor øerne vedblev at være en del af Kongeriget Danmark, men der blev åbnet for selvstyre på en del områder. Siden 1948 har Færøerne gradvis fået selvstyre på en del områder. Forsvars- og udenrigsforhold har hidtil ikke været omfattet af det udvidede selvstyre, men med Fámjinserklæringen fra 29. marts 2005 blev der åbnet for øget færøsk indflydelse på øernes udenrigs- og sikkerhedspolitik.

### Grønland
Frem til 1953 havde Grønland status af koloni. Ved ændringen af den danske grundlov 5. juni 1953 fik øen sin kolonistatus ophævet og blev herefter betragtet som et dansk amt. Ved folkeafstemninger er en større selvstændighed indført, idet hjemmestyret blev indført den 1. maj 1979 og selvstyret den 21. juni 2009.
56°N 10°Ø / 56°N 10°Ø